# Roman Malinowski
Roman Malinowski (ur. 26 lutego 1935 w Białymstoku, zm. 31 sierpnia 2021 w Jabłonnie) – polski polityk, działacz ruchu ludowego.
W 1980 minister przemysłu spożywczego i skupu, w okresie 1980–1985 wiceprezes Rady Ministrów, w latach 1985–1989 marszałek Sejmu IX kadencji, prezes Zjednoczonego Stronnictwa Ludowego (1981–1989). Poseł na Sejm PRL VII, VIII i IX kadencji.

## Życiorys
Syn Antoniego i Marii. W 1948 ukończył szkołę podstawową, w 1952 szkołę średnią, a w 1956 studia na Wydziale Rolnym Szkoły Głównej Planowania i Statystyki w Warszawie. W 1972 uzyskał stopień doktora nauk ekonomicznych w SGPiS.
W latach 1948–1956 działał w Związku Młodzieży Polskiej, a od 1956 w Zjednoczonym Stronnictwie Ludowym. Od 1956 do 1957 zasiadał w Zarządzie Głównym Związku Samopomocy Chłopskiej na stanowisku instruktora. W latach 1957–1958 był starszym radcą w Głównym Urzędzie Statystycznym, od 1958 do 1963 ekonomistą w Centralnym Związku Spółdzielni Oszczędnościowo-Pożyczkowej, a w okresie 1963–1958 w Wydziale Ekonomiczno-Rolnym Naczelnego Komitetu ZSL. W latach 1969–1973 był zastępcą członka NK ZSL. Od 1969 do 1971 pełnił funkcję wiceprezesa Centralnego Zarządu Związku Spółdzielni Mleczarskich.
W latach 1971–1973 był przewodniczącym prezydium Wojewódzkiej Rady Narodowej w Łodzi. Od 1971 do 1973 pełnił funkcję wiceprezesa łódzkiego Wojewódzkiego Komitetu ZSL. Pełnił urząd Wojewody Łódzkiego. 22 października 1975 zasiadł w prezydium NK ZSL jako jego sekretarz (sekretarzem był do kwietnia 1980). Pełnił mandat posła na Sejm PRL VII, VIII i IX kadencji (1976–1989). W czasie IX kadencji (1985–1989) był marszałkiem Sejmu. Od kwietnia 1980 do listopada 1985 był wicepremierem, a od kwietnia do października 1980 ministrem przemysłu spożywczego i skupu. W latach 1981–1989 pełnił funkcję prezesa Naczelnego Komitetu ZSL.
Od maja 1983 do maja 1987 członek Rady Krajowej Patriotycznego Ruchu Odrodzenia Narodowego. Przewodniczący Krajowej Rady Towarzystwa Przyjaźni Polsko-Radzieckiej od 1987 do 1991. Inicjator Konferencji Przewodniczących Parlamentów Europy, Stanów Zjednoczonych i Kanady – sygnatariuszy Organizacji Bezpieczeństwa i Współpracy w Europie w Warszawie w 1988. W 1982 został przewodniczącym Społecznego Komitetu Budowy Pomnika Wincentego Witosa w Warszawie, który został odsłonięty w 1985. 2 września 1982 na mocy decyzji Biura Politycznego KC PZPR wszedł w skład Komitetu Honorowego uroczystości żałobnych Władysława Gomułki.
Zwolennik rozmów z opozycją. Współtwórca koalicji ZSL, „Solidarności”, i Stronnictwa Demokratycznego w Sejmie kontraktowym w 1989. W 1989, w wyniku przekształcenia ZSL, przystąpił do Polskiego Stronnictwa Ludowego „Odrodzenie”, a następnie do Polskiego Stronnictwa Ludowego. Został przewodniczącym Zespołu Doradców przy przewodniczącym Rady Naczelnej PSL. W 2005 wysuwany przez PSL na honorowego przewodniczącego obrad Sejmu z okazji 25-lecia „Solidarności”. Od 2009 do 2017 zasiadał w Radzie Instytutu Lecha Wałęsy, był również przewodniczącym Klubu „Dobro Wspólne Ponad Podziałami” przy Instytucie Lecha Wałęsy.
Od 1981 do 1986 przewodniczył Radzie Gospodarki Żywnościowej. W 1987 był członkiem komitetu honorowego (honora komitato) na 72. Światowym Kongresie Esperanto, na którym mówił o pomyśle utworzenia Światowego Centrum Esperanto w Białymstoku. W 2011 zasiadał w honorowym komitecie ds. obchodów jubileuszu 80 lat „Zielonego Sztandaru”.
Autor wielu prac naukowych i publicystycznych z zakresu polityki agrarnej, ekonomiki rolnictwa, problemów społeczno-gospodarczych i politycznych. 
Był żonaty z Mironą.
Pochowany z honorami państwowymi 6 września na cmentarzu w Jabłonnie koło Legionowa. W pogrzebie uczestniczyli politycy PSL, w tym prezes partii Władysław Kosiniak-Kamysz, wicemarszałek Sejmu Piotr Zgorzelski, marszałek województwa mazowieckiego Adam Struzik, były premier Waldemar Pawlak oraz poseł do Parlamentu Europejskiego Jarosław Kalinowski. Rodzinie wręczono list kondolencyjny od marszałek Sejmu Elżbiety Witek.

## Odznaczenia (wybrane)
- Order Sztandaru Pracy I klasy
- Krzyż Oficerski Orderu Odrodzenia Polski
- Krzyż Kawalerski Orderu Odrodzenia Polski
- Złoty Krzyż Zasługi (1964)
- Złota odznaka „Za zasługi dla rozwoju polskiego kolarstwa” (1983)[11]
- Order Ludowej Republiki Bułgarii I stopnia (1988)[12]
- Order Przyjaźni Narodów (ZSRR, 1989)[13]